# Onze-Lieve-Vrouw-ten-Hemelopnemingkerk (Assen)
De Onze-Lieve-Vrouw-ten-Hemelopnemingkerk is een kerk in de Nederlandse stad Assen.
De kerk aan de Dr. Nassaulaan is in 1933-'34 gebouwd naar ontwerp van Jan van Dongen jr. in samenwerking met J.F.A. Göbel. De kerk is een zaalkerk in een, aan de Delftse School verwante, traditionalistische bouwstijl. De kerk heeft de status van rijksmonument. In de kerk werd in 1937 een kruisweg geplaatst, met veertien mozaïekstaties van Joan Collette. Naast de kerk staat een in 1934 door Van Dongen gebouwd parochiehuis. Aan de andere kant staat een huis dat sinds 1934 als pastorie gebruikt wordt.